# Sympherobius tessellatus
Sympherobius tessellatus is een insect uit de familie van de bruine gaasvliegen (Hemerobiidae), die tot de orde netvleugeligen (Neuroptera) behoort. 
Sympherobius tessellatus is voor het eerst wetenschappelijk beschreven door Nakahara in 1915.